# Scopula basinuda
Scopula basinuda är en fjärilsart som beskrevs av Barend J. Lempke 1949. Scopula basinuda ingår i släktet Scopula och familjen mätare. Inga underarter finns listade.